# 东山街道 (呼伦贝尔市)
东山街道是中华人民共和国内蒙古自治区呼伦贝尔市海拉尔区下辖的一个街道办事处，于2018年1月设立。

## 行政区划
东山街道下辖以下村级行政区划单位：
望海社区、东海社区、远山社区和林海社区。